# Linklaters
Linklaters is een internationaal advocatenkantoor met hoofdkantoor in Londen. Het kantoor werd opgericht in 1838 en behoort tot de "Magic Circle" van topadvocatenkantoren in het Verenigd Koninkrijk.

## Geschiedenis
Linklaters werd in 1838 in Londen opgericht als Dods & Linklater door Julius Dods en John Linklater. Op 4 mei 1920 fuseerde Linklaters met Paines Plythe & Huxtable. Voor het grootste deel van de 20e eeuw was Linklaters & Paines uitsluitend in het Verenigd Koninkrijk actief en gespecialiseerd in vennootschapsrecht. Vanaf 1998 werkte Linklaters & Paines samen met verschillende topadvocatenkantoren in Europa, waaronder De Brauw Blackstone Westbroek in Amsterdam, De Bandt, Van Hecke & Lagae in Brussel, Loesch & Wolter in Luxemburg, Lagerlöf & Leamn in Stockholm en Oppenhoff & Rädler in Duitsland. Begin 21e eeuw fuseerde Linklaters & Paines, dat sinds 1999 Linklaters heet, met deze vier laatste advocatenkantoren uit Brussel, Luxemburg, Stockholm en Duitsland. Sindsdien opende Linklaters wereldwijd nieuwe kantoren.

## Bekende advocaten
Bekende (voormalige) advocaten van Linklaters of voorgaande advocatenkantoren van Linklaters zijn:
- Alexia Bertrand
- Jean-Pierre Blumberg
- Jean-Pierre De Bandt
- Yasmine Kherbache
- Dominic Raab
- Chris Sunt
- Paul Van den Bulck
- Walter Van Gerven
- Britt Weyts